# (1554) Yougoslavie
(1554) Yougoslavie est un astéroïde de la ceinture principale.

## Description
(1554) Yougoslavie est un astéroïde de la ceinture principale. Il fut découvert le 6 septembre 1940 à Belgrade par Milorad B. Protitch. Il présente une orbite caractérisée par un demi-grand axe de 2,62 UA, une excentricité de 0,20 et une inclinaison de 12,2° par rapport à l'écliptique.

## Compléments